# Parourapteryx
Parourapteryx là một chi bướm đêm thuộc họ Geometridae.